# Tomoaki Ōgami
Tomoaki Ōgami (jap. 大神 友明 Ōgami Tomoaki; ur. 7 czerwca 1969) – japoński piłkarz występujący na pozycji bramkarza.

## Kariera klubowa
Od 1993 do 2004 roku występował w klubach Júbilo Iwata i Avispa Fukuoka.